# تز (فیلم)
تز (به انگلیسی: Thesis) فیلمی محصول سال ۱۹۹۶ اسپانیا، به کارگردانی آلخاندرو آمنابار، و با بازی آنا تورنت است. این فیلم هفت جایزهٔ گویا (و هشت نامزدی) که شامل بهترین فیلم می‌شود، برده‌است.
فیلم در مدت کوتاه پنج هفته و نیم و با بودجهٔ بسیار کمِ ۱۱۶میلیون پزوتا (معادل ۶۹۶٬۰۰۰ دلار) ساخته شده‌است.

## خلاصهٔ فیلم
انجلا (تورنت)، دانشجوی سینما در دانشگاه مادرید است. او در حال تحقیق بر روی تز (پایان‌نامه) اش با موضوعِ خشونتِ دیداری ـ شنیداری است. او با همکلاسی‌اش، چما (مارتینز) که آرشیوی از فیلم‌های خشن دارد دوست می‌شود.
بعد از آنکه استاد راهنمایش بر اثر دیدن یک فیلم می‌میرد، او فیلمی را که باعث مرگ استادش شده‌است می‌دزدد. بعد از آنکه فیلم را با چما می‌بیند متوجه می‌شود که فیلم، صحنه‌های شکنجه و مرگِ یکی از دانشجوهای دانشگاه است…